# Federación Latinoamericana de Hipnosis Clínica

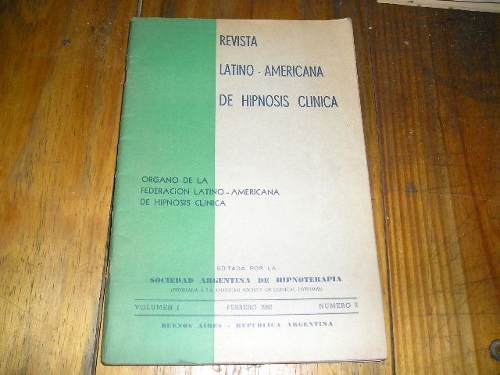
Titelseite der Ausgabe 2 (1960) der Revista latinoamericana de hipnosis clínica

Die Federación Latinoamericana de Hipnosis Clínica („Lateinamerikanischer Verband für klinische Hypnose“) war ein lateinamerikanischer Berufsverband für Klinische Hypnose.
Gegründet wurde der Verband in den 1950er Jahren im Sinne von Milton H. Erickson mit dem Ziel der Vernetzung und Weiterbildung von Fachleuten sowie der Sensibilisierung der Öffentlichkeit für die Vorteile der Hypnose. Zu ihren Gründungsmitgliedern zählte unter anderem die Sociedad Argentina de Hipnoterapia. Der Verband umfasste u. a. zwei argentinische, vier brasilianische, eine chilenische, zwei kolumbianische, eine spanische, eine peruanische, eine uruguayische und fünf venezolanische Vereinigungen für Klinische Hypnose.
Der Verband hielt unter anderem regelmäßig Tagungen in verschiedenen Ländern des Kontinents ab. Sein Publikationsorgan, die Revista Latino-Americana de Hipnosis Clínica, erschien ab November 1959 trimestriell unter der Redaktionsleitung von Isaac Gubel. Er veröffentlichte zudem die Zeitschriften Acta hipnológica latinoamericana und Hipnología.
Der Verband ist nicht zu verwechseln mit der Confederación Latinoamericana de Hipnosis Clínica y Experimental.

## Veröffentlichungen
- Revista Latino-Americana de Hipnosis Clínica. ISSN 9920-0481 OCLC 915053009